# Leptodon smithii
Leptodon smithii är en bladmossart som beskrevs av Georg Heinrich Weber och Daniel Matthias Heinrich Mohr 1803. Leptodon smithii ingår i släktet Leptodon och familjen Leptodontaceae. Inga underarter finns listade i Catalogue of Life.